# Gmina związkowa Wonnegau
Gmina związkowa Wonnegau (niem. Verbandsgemeinde Wonnegau) – gmina związkowa w Niemczech, w kraju związkowym Nadrenia-Palatynat, w powiecie Alzey-Worms. Siedziba gminy związkowej znajduje się w miejscowości Westhofen.
Powstała 1 lipca 2014 z połączenia miasta Osthofen z gminą związkową Westhofen.

## Podział administracyjny
Gmina związkowa zrzesza jedenaście gmin, w tym jedną gminę miejską (Stadt) oraz dziesięć gmin wiejskich (Gemeinde):
1. Bechtheim
2. Bermersheim
3. Dittelsheim-Heßloch
4. Frettenheim
5. Gundersheim
6. Gundheim
7. Hangen-Weisheim
8. Hochborn
9. Monzernheim
10. Osthofen, miasto
11. Westhofen